# Thin Blue Line (uitdrukking)
De Thin Blue Line (Engels 'dunne blauwe lijn') is een oorspronkelijk uit het Verenigd Koninkrijk en de Verenigde Staten afkomstige term, die internationaal wordt gebruikt door en over de politie voor de maatschappelijke ordehandhavende taak. Het is limiet die ervoor zou zorgen dat de samenleving niet ontaardt in een gewelddadige chaos of anarchie.
De term ontstond in de 19e eeuw als een verwijzing naar het infanterie-regiment van Highlanders genaamd The Thin Red Line tijdens de Krimoorlog in 1854. Het "blue" in "thin blue line" verwijst op anologe wijze naar de blauwe kleur die in vele (doch niet alle) landen gebruikelijk is bij de uniformen van de politie.
Het is onbekend sinds wanneer de term exact wordt gebezigd. Een New Yorkse politiecommissaris gebruikte de uitdrukking in 1922. In de jaren vijftig gebruikte de politiechef van Los Angeles de term vaak in toespraken, wat de naam inspireerde voor een televisieshow genaamd The Thin Blue Line. De dunne blauwe lijn, gevormd door de manschappen van het politiekorps, zou de barrière zijn tussen recht en orde en anarchie.
Aan het begin van de jaren zeventig van de 20e eeuw had de term zich verspreid over de politie in de Verenigde Staten. Auteur en politieagent Joseph Wambaugh maakte de uitdrukking in de jaren zeventig en tachtig verder populair middels zijn politieromans. 
De term werd in 1988 gebruikt als titel voor de documentaire The Thin Blue Line, over een omstreden strafzaak na een moord op een politieagent in Dallas,  Texas.
In de 21e eeuw wordt de term (internationaal) met name gebezigd bij sympathiebetuigingen wanneer de politie bekritiseerd wordt bij de handhaving van de openbare orde (bestrijding van misdaad, rellen en oproer) en het belang van de rol van de politie wordt benadrukt voor het voortbestaan daarvan.

## Varia
The Thin Blue Line is een komische televisieserie van de Britse zender BBC over verwikkelingen in een politiekorps.